# Araneomorphae
Sous-ordre
Synonymes
- Labidognatha

Clades de rang inférieur
- Filistatidae
- Hypochilidae
- Synspermiata (17 familles)
- Leptonetidae
- Austrochiloidea (2 familles)
- Palpimanoidea (5 familles)
- Entelegynae (68 familles)

Les Araneomorphae (en français : « Aranéomorphes ») est un groupe taxinomique regroupant les araignées opisthothèles dont les crochets se croisent au repos, à l'inverse des Mygalomorphes. Ce taxon est tantôt considéré comme un sous-ordre, tantôt comme un infra-ordre du sous-ordre des Opisthothelae. Par le passé, ce groupe était appelé Labidognatha (« Labidognathes »).

## Description
Le taxon rassemble près de 39 000 espèces (93,5 % des espèces d'araignées décrites) et 93 familles sur 109.
Ces espèces sont caractérisées par des chélicères modifiés, dont la base est dirigée vers le bas, perpendiculaire à l'axe du corps, et dont les crochets se croisent diagonalement, à la manière d'une paire de pinces. Ces chélicères sont dits « labidognathes ».

## Phylogénie
Dans les schémas plus anciens, les Araneomorphae étaient divisés en deux lignées, les Hypochilae (contenant uniquement la famille des Hypochilidae) et les Neocribellatae. Les Neocribellatae étaient à leur tour divisés en Austrochiloidea et en deux séries Haplogynae et Entelogynae, chacune contenant plusieurs super-familles. Des études de phylogénétique moléculaire ont montré que les Haplogyne en particulier ne forment pas un groupe monophylétique. Une étude de 2020 a suggéré que les relations entre les principaux groupes étaient comme indiqué dans le cladogramme suivant.
|  | \| \| Hypochilidae \| \| \| \| \| \| Filistatidae \| \| \| \| |
|  |                                                               |
|  | Synspermiata                                                  |
|  |                                                               |
|  | Hypochilidae                                                  |
|  |                                                               |
|  | Filistatidae                                                  |
|  |                                                               |

|  | Hypochilidae |
|  |              |
|  | Filistatidae |
|  |              |

|  | Leptonetidae    |
|  |                 |
|  | Austrochiloidea |
|  |                 |

|  | Palpimanoidea |
|  |               |
|  | Entelegynae   |
|  |               |

|  | Leptonetidae    |
|  |                 |
|  | Austrochiloidea |
|  |                 |

|  | Palpimanoidea |
|  |               |
|  | Entelegynae   |
|  |               |

|  | \| \| Hypochilidae \| \| \| \| \| \| Filistatidae \| \| \| \| |
|  |                                                               |
|  | Synspermiata                                                  |
|  |                                                               |
|  | Hypochilidae                                                  |
|  |                                                               |
|  | Filistatidae                                                  |
|  |                                                               |

|  | Hypochilidae |
|  |              |
|  | Filistatidae |
|  |              |

|  | Leptonetidae    |
|  |                 |
|  | Austrochiloidea |
|  |                 |

|  | Palpimanoidea |
|  |               |
|  | Entelegynae   |
|  |               |

|  | Leptonetidae    |
|  |                 |
|  | Austrochiloidea |
|  |                 |

|  | Palpimanoidea |
|  |               |
|  | Entelegynae   |
|  |               |

La barre bleue à droite montre les anciennes Haplogynes au sens de Coddington (2005).

## Liste des familles
Ordre phylogénétique :
- Agelenidae
- Amaurobiidae
- Ammoxenidae
- Anapidae
- Anyphaenidae
- Araneidae
- Archaeidae
- Austrochilidae
- Caponiidae
- Cithaeronidae
- Clubionidae
- Corinnidae
- Ctenidae
- Cyatholipidae
- Cybaeidae
- Cycloctenidae
- Deinopidae
- Desidae
- Dictynidae
- Diguetidae
- Drymusidae
- Dysderidae
- Eresidae
- Filistatidae
- Gallieniellidae
- Gnaphosidae
- Gradungulidae
- Hahniidae
- Hersiliidae
- Homalonychus
- Huttonia palpimanoides
- Hypochilidae
- Lagonomegopidae
- Lamponidae
- Leptonetidae
- Linyphiidae
- Liocranidae
- Lycosidae
- Malkaridae
- Mecysmaucheniidae
- Mimetidae
- Miturgidae
- Mysmenidae
- Nesticidae
- Nicodamidae
- Ochyroceratidae
- Oecobiidae
- Oonopidae
- Orsolobidae
- Oxyopidae
- Palpimanidae
- Periegops
- Philodromidae
- Pholcidae
- Phyxelididae
- Pimoidae
- Pisauridae
- Plectreuridae
- Prodidomidae
- Psechridae
- Salticidae
- Scytodidae
- Segestriidae
- Selenopidae
- Senoculus
- Sicariidae
- Sparassidae
- Stenochilidae
- Stiphidiidae
- Symphytognathidae
- Synaphridae
- Synotaxidae
- Telemidae
- Tetrablemmidae
- Tetragnathidae
- Theridiidae
- Theridiosomatidae
- Thomisidae
- Titanoecidae
- Trechaleidae
- Trochanteriidae
- Uloboridae
- Zodariidae
- Zoropsidae

et les genres fossiles n'appartenant à aucune famille :
- †Argyrarachne  Selden, 1999
- †Triassaraneus  Selden, 1999

## Publication originale
- Simon, 1892 : Histoire naturelle des araignées. Paris, vol. 1, p. 1-256.